# Lasnamäe flygplats
Lasnamäe flygplats var en flygplats i Estlands huvudstad Tallinn. Den ersattes av Tallinns internationella flygplats och området är nu bebyggt.